# HTV-9
HTV-9, eller Kounotori 9 (japanska: こうのとり9号機), är Japans nionde H-II Transfer Vehicle, den sköts upp 20 maj 2020, med en H-IIB raket. Ombord finns bland annat förnödenheter, experiment och reservdelar. Farkosten anlände till Internationella rymdstationen den 25 maj 2020 och dockades med stationen, med hjälp av Canadarm2.
Farkosten lämnade rymdstationen den 18 augusti 2020 och brann upp i jordens atmosfär två dagar senare.
Farkostens japanska namn kounotori betyder "amurstork".